# Toulouse Rodéo FC
Câu lạc bộ bóng đá Rodéo là một câu lạc bộ bóng đá Pháp có trụ sở tại Toulouse, Pháp. Mặc dù tên chính xác của câu lạc bộ là Câu lạc bộ bóng đá Rodéo, câu lạc bộ thường được gọi là Câu lạc bộ bóng đá Toulouse Rodéo để thể hiện vị trí trụ sở chính của câu lạc bộ.